# Gaston Niel
Gaston Niel, comte Niel, né le 9 juillet 1880 à Tours et mort le 17 octobre 1970 à Paris 15e, est un militaire et un bibliophile français.

## Biographie

### Sa famille
Gaston Niel est le fils de Léopold Niel et de Marthe Clary, le petit-fils d'Adolphe Niel. maréchal de France, et celui de François Jean Clary.
Il épouse à Paris 7e les 27 & 28 janvier 1909 Marie-Jeanne-Léontine de Bryas-Desmier d'Archiac (château de Mauvières, Saint-Forget, 4 janvier 1887 - Paris 16e, 14 novembre 1975), fille de Jacques de Bryas et d'Ida de Gramont. Elle était la petite-fille de Charles-Marie de Bryas, député du Pas de Calais, et celle d'Auguste de Gramont, duc de Lesparre. Dont deux enfants :
- comte Jacques Niel (1909-2000)
- Marthe Niel (1913-2005)

## Ses fonctions
- Président de la Société pour l'amélioration de la race de chevaux en France (1954-1965)
- Président de la Fédération nationale des sociétés de courses de France ;
- Membre du Jockey-Club

## Ses distinctions
- Officier de la Légion d'honneur

## Hommages
- Prix Niel